# 薩摩高城站
薩摩高城站（日语：／ Satsuma-Taki eki */?）是位於鹿兒島縣薩摩川内市湯田町，屬於肥薩橙鐵道線的車站。車站編號為OR25。此站為日本的難讀站名之一。

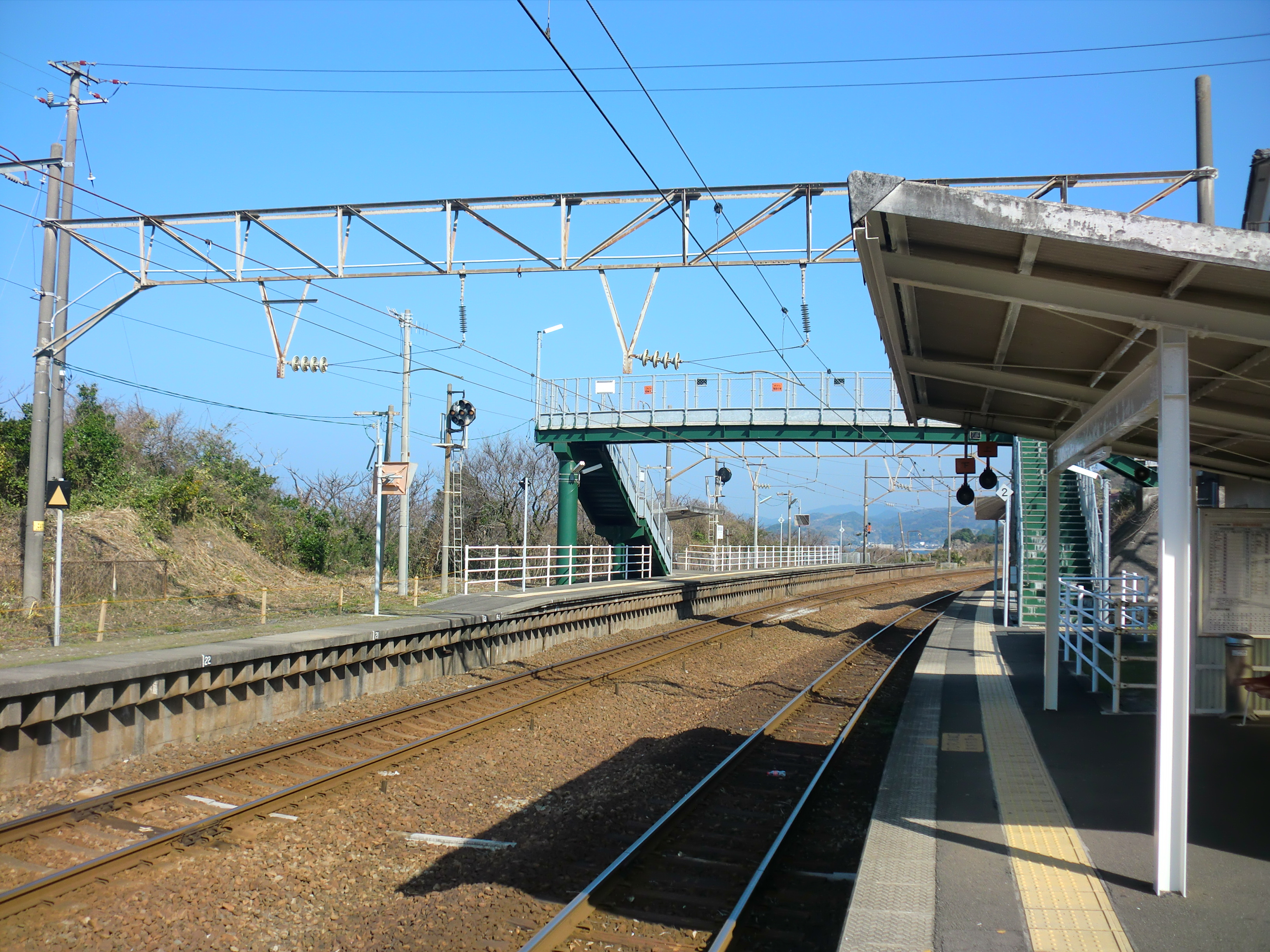
月台（2013年2月）

## 歷史
- 1952年（昭和27年）5月1日 - 日本國有鐵道西方至草道之間新設此站[1][2]。
- 1963年（昭和38年）5月1日 - 閘口、售票業務停止。成為無人車站。但是由於設有仍設有閉塞系統，此站繼續設有車站職員。
- 1970年（昭和45年）4月1日 - 隨著引入CTC，車站職員廢止，完全成為無人車站。
- 1976年（昭和51年）3月 - 車站大樓撤走。
- 1987年（昭和62年）4月1日 - 伴隨國鐵分割民營化，車站由九州旅客鐵道（JR九州）營運。
- 2004年（平成16年）3月13日 - 九州新幹線鹿兒島中央站（當日由西鹿兒島站改名而成）至新八代站之間開業，使鹿兒島本線八代站至川內站之間的鐵路業務由肥薩橙鐵道繼承。
- 2014年（平成26年）3月15日 - 成為觀光列車「橙食堂」停車站。
- 2016年（平成28年）4月7日 - 遊輪列車「九州七星號」駛入此站，並停站。
- 2019年（令和元年）10月1日 - 隨著引入車站編號，更新站名牌。車站英文名由「Satsuma Taki」改為「Satsuma-Taki」

## 車站構造
此站是地面車站與無人車站，並設有2面2線的相對式月台。此站過去為設有站房的有人車站。由於此站接近沙灘（湯田口海岸），2號月台側（海邊）設有由沙堆積而成的防沙林。曾經在2號月台後面設有湯田口海灘，在月台上可看見東海景色。在夏季有許多海灘客前往此站。在海灘關閉後，沙灘上改為防沙林，使該地方生長了茂密的樹林，已經看不見大海。在2013年冬季，車站職員進行修輯，砍伐部分防沙林的樹木使再次有良好的景觀，並在2號月台設置長椅，可觀看海景。在湯田口海岸的沙灘上設置了可以欣賞到海岸全景的觀景台。此站在成為無人車站後於1976年將站房拆毀，使該站長年之間沒有公廁。在2016年4月於國道下（曾經是木造車站大樓遺址附近）設置了公廁。另外在2014年3月15日時間表修正起，觀光列車「橙食堂」停此站，使此站成為觀光景點之一。
此站位於彎位上，在JR九州時代，特急列車以高速通過時，主本線（2號月台）的路軌比較傾斜（超高）。在肥薩橙鐵道接手後仍然設有傾斜路軌，使2號月台列車停站時車身比較傾側。2016年4月7日起，每星期四會有遊輪列車「九州七星號列車」在此停靠。

### 月台
| 月台 | 路線          | 上下行 | 方向                   | 備註                                |
| ---- | ------------- | ------ | ---------------------- | ----------------------------------- |
| 1・2 | ■肥薩橙鐵道線 | 上行   | 阿久根、出水、水俁方向 | 上下行線共用，大部分列車使用1號月台 |
| 1・2 | ■肥薩橙鐵道線 | 下行   | 川內方向               | 上下行線共用，大部分列車使用1號月台 |

在海邊2號月台是主本線，可用作通過列車之用。基本上，上下行列車使用1號月台。在列車交會時，上行列車使用2號月台。除了臨時列車外沒有下行列車使用2號月台，「橙食堂」上下行列車為了讓乘客前往湯田口海岸觀光，因此使用2號月台。另外，由於2號月台停站時車身傾側較大，「九州七星號列車」會使用傾側較少的1號月台。

## 使用狀況
在2017年度，1日平均乘車人次為2人
| 年度 | 1日平均 乘車人次 | 1日平均 上下車人次 |
| ---- | ---------------- | ------------------ |
| 2007 | 7                | 14                 |
| 2008 | 7                | 13                 |
| 2009 | 10               | 19                 |
| 2010 | 9                | 17                 |
| 2011 | 10               | 21                 |
| 2012 | 3                | 12                 |
| 2013 | 7                | 24                 |
| 2014 | 7                | 20                 |
| 2015 | 4                | 10                 |
| 2016 | 3                | 7                  |
| 2017 | 2                | 5                  |

## 車站周邊
- 國道3號，在站前設有食堂與旅館，均為腐朽的建築（廢屋），也有少量民居。
- 湯田口海岸 - 2號月台後方為海岸。曾經為海灘，由於津渡（日语：浅瀬）較少，而潮漲潮退速度較大，現時已經禁止遊泳和廢止。
- 觀景台 - 在2014年設置在湯田口海岸內的沙灘上。可看到東海景色。

## 相鄰車站
肥薩橙鐵道
- ■觀光列車「橙食堂」停車站

■肥薩橙鐵道線
■快速「快速海洋快車薩摩」（只於星期六日運行）
通過
■快速「超級橙」（只限1號停站，只於星期六日運行）、■普通
西方（OR24）－薩摩高城（OR25）－草道（OR26）
在國鐵鹿兒島本線在此站與草道站之間曾設有唐濱臨時停車場，現已廢止。

## 注腳
1. ↑  日本國有鐵道公示第148號（停車場設置「鹿兒島本線薩摩高城站等」，昭和27年4月30日 官報）（國立國會圖書館數碼化收藏）
2. ↑  『川内市史 下巻』 p.553
3. ↑  肥薩おれんじ鉄道「おれんじ食堂」の取り組みPDF - 國土交通省，4頁，2015年4月8日參閲。
4. ↑   (新闻稿). 肥薩橙鐵道. 2014年1月24日  [2015年4月8日]. （原始内容存档于2015年4月3日）.
5. ↑  薩摩川內市統計書

## 外部連結
- 薩摩高城站（各站資訊） （页面存档备份，存于） - 肥薩橙鐵道